# 레이디스
레이디스(LADIES)는 대한민국의 어쿠스틱 음악 밴드이다. 케이사운드 엔터테인먼트 소속으로, 기타 최현철, 보컬 박성준으로 구성되었다. 한 장의 EP와 세 장의 싱글 앨범 및 1장의 라이브 앨범을 발매했다.

## 앨범

### 싱글 앨범:Oh Suzi
2013년 6월 21일, 레이디스는 싱글 앨범 Oh Suzi를 발매했다. 이 곡은 영화 건축학 개론의 여주인공 수지를 보고 반해 작곡한 곡이라고 한다. 또한 음반 발매와 동시에 한국콘텐츠진흥원이 주관하는 올림픽홀 뮤즈라이브 콘서트 고레고레 파티를 개최했다.

### EP 앨범Feel so good
힙합계의 마왕 제리케이와의 합작 Feel so good.

### 싱글 앨범:it's real
2013년 12월 4일, 레이디스는 싱글 앨범 it's real을 발매했다. it's real은 겨울과 어울리는 사랑 노래이며 한 해 동안 사랑해준 팬들에 대한 마음이 담긴 곡이다.

### 싱글 앨범:누군가의 어깨에 기대
2014년 3월 20일, 레이디스는 싱글 앨범 누군가의 어깨에 기대를 발매했다. 이 곡은 어쿠스틱 기타와 보컬만으로 이루어졌음에도 꽉 찬 사운드와 트렌디한 전개가 돋보이는 곡이다.

### 싱글 앨범:TONIGHT
2014년 5월 21일, 레이디스는 싱글 앨범 TONIGHT을 발매했다. 2011 문화연예대상 신인상을 수상했던 실력파 랩퍼 조세와의 콜라보레이션이 돋보이는 경쾌한 펑키힙합곡이다.

### 라이브 앨범:오프더레코드
2014년 7월 23일, 레이디스는 싱글 앨범 오프더레코드를 발매했다. '길에서 음악을 만나다'라는 슬로건으로 1-TAKE 형식의 라이브 음원과 뮤비를 발매했다.

## 디스코그래피
- 2013년: 자라섬 리듬앤 바비큐 페스티벌 뜰밴드
- 2013년: 올림픽홀 뮤즈라이브 콘서트-레이디스&고구려밴드 조인트 콘서트(고레고레 파티)
- 2013년 6월 21일:디지털 싱글Oh Suzi
- 2013년 8월 14일: EP 앨범 Feel so good
- 2013년: ‘하이 서울 페스티벌’
- 2013년: ‘고양 호수 예술축제’
- 2013년: 올림픽홀 뮤즈라이브 콘서트-레이디스&바리톤 정경(KOREA MUSIC FESTIVAL)
- 2013년: VALCONY TV SEOUL 세계챠트 1위(럼블 위너)
- 2013년: ‘부산 패션위크 프레타포르테 개막 공연’
- 2013년: ‘부산 패션위크 홍보대사 위촉’
- 2013년: ‘ALL THAT MUSIC LEAGUE VOL.4’
- 2013년: ‘경기 섬유 종합 지원센터 개관기념 특별 공연’
- 2014년: ‘아시아 모델 시상식 축하공연’
- 2014년: ‘MAPW K-POP 스타상 수상’
- 2014년: ‘M.NET 트로트엑스 TOP8’[4]
- 2014년: ‘대전 KBS 71주년 개국기념 콘서트’[5]
- 2014년: ‘한중 창조 경제인대상 대중문화부문 특별상 수상’[6]